# Ротергем Юнайтед
«Ротергем Юнайтед» (англ. «Rotherham United Football Club») — професіональний англійський футбольний клуб з міста Ротергем, графство Південний Йоркшир. Виступає в Чемпіонаті Футбольної ліги, другому за силою рівні в системі футбольних ліг Англії.

## Історія
Клуб заснований 27 травня 1925 року шляхом поєднання клубів «Ротергем Таун» (1899) і «Ротергем Каунті» (1870). Домашні матчі проводить на стадіоні «Нью-Йорк» місткістю 12 021 чоловік.
На початку 2017 року футбольний клуб був виставлений на інтернет-аукціон eBay. Авторами оголошення були вболівальники клубу, які таким чином висловили протест проти того, що їхня команда займає останнє місце Ліги. Весь склад команди разом із клубним стадіоном було оцінено у £65,9 тис.